# Pleme
 Ovo je glavno značenje pojma Pleme. Za istoimenu TV seriju pogledajte Pleme (serija).
Pleme je srodna skupina ljudi koja dijeli zajedničku povijest, jezik i teritorij, u nekim slučajevima povezana u šire labave saveze, konfederacije, njima obično jezično srodnim.
Samo pleme dijeli se na klanove kroz koje su uspostavljeni zakoni o braku, kroz egzogamne polovice i postojanja određenog sistema srodstva.
Konfederacija nastaje ujedinjavanjem, obično slabijih plemena, u veću zajednicu zbog obrane ili teritorijalne ekspanzije. Najbolji su nam primjeri za to konfederacije Irokeza i Asteka, što je obradio i L. H. Morgan.
Ekspanzije plemena mogu dovesti i do cijepanja plemena na lokalne grupe, koje se kasnije osamostale, odrode, ili akulturiraju među nekim drugim zajednicama.
Savez plemena dovodi do stvaranja središnje vlasti (vijeće poglavica), središnje politike koja brine o cjelokupnoj zajednici: uspostava mira, objava rata, obrana teritorija ili ekspanzija.
Suvremeni europski narodi kao i neka domorodačka 'plemena' pokazuju kako plemenski savezi stvaraju i uspostavljaju ono što zovemo država. Postoji:
1) obrana granica prema drugim skupinama izvana;
2) Jedan ili više srodnih dijalekata;
3) Plemenski zakon koji prisiljava pojedinca da se vlada prema njemu, inače će biti sankcioniran određenim kaznama, pa i samom progonu iz zajednice.
Suvremeni narodi nastali su ujedinjavanjem lokalnih plemena pod jednu vrhovnu vlast, od kojih bi obično najjača skupina nametnula ostalima svoje ime. To se dogodilo na primjer s Poljacima, gdje je plemensko ime nametnuto cijeloj zajednici i državi. 

## Etnocentristička Anglo-Saksonska Terminologija
Izraz "pleme" često se kolokvijalno koristi kako bi se označilo bilo koje domorodačko društvo izvan svijeta zapadnjačke, europske civilizacije. Mnogi antropolozi rabe ovaj izraz u smislu društva ustrojenog prvenstveno na temelju krvnog srodstva.
Prema uobičajenom modernom razumijevanju riječ "pleme" označava društvenu podjelu unutar tradicionalnoga društva, sastavljenu od skupine međusobno povezanih obitelji ili zajednica, koje dijele zajedničku kulturu i narječje.
Premda se ovaj izraz obično povezuje s udaljenim populacijama (obično Afrike, Amerike i Oceanije), ne treba smetnuti s uma da se isti izraz koristi i u povijesti europskih, pa tako i hrvatskog naroda.
Znanstvene rasprave o ispravnoj terminologiji još uvijek su u tijeku. U nekim se krugovima nastoji razlikovati plemena koja su prethodila državnim tvorevinama, od suvremenih plemena. Najzastupljenije je mišljenje da pleme predstavlja društvenu skupinu koja predstavlja vezu među obiteljima, rodovima i klanovima, te im daje društvene i ideološke temelje međusobne solidarnosti, koji su ipak manje izraženi nego u slučaju "etničke skupine" ili "naroda".